# Robert Marcel Lepage
Pour les articles homonymes, voir Lepage.
Robert Marcel Lepage, né le 5 juillet 1951 à Montréal (Canada), est un musicien, compositeur et bédéiste québécois.

## Biographie
Clarinettiste et saxophoniste de formation, adepte de l’improvisation et des performances multimédia, il est tout d’abord, dans les années 1980, associé au milieu underground de la musique actuelle de Montréal, travaillant entre autres avec Pierre Hébert et René Lussier. En compagnie de ce dernier, ainsi que de Michel F. Côté, Jean Derome et d’autres, il crée en 1983 l’étiquette Ambiances Magnétiques (regroupement de producteurs indépendants) avec laquelle il produit une quinzaine de disques.
Il fait aussi quelques apparitions au Festival international de Jazz de Montréal, notamment en 1994 où il se produit en compagnie du contrebassiste canadien Michel Donato. Également compositeur de musique de film, cette activité prend de plus en plus d'importance jusqu'à devenir le centre de son travail artistique. Il a signé la musique de plus de 150 longs métrages (20h17 rue Darling, La Neuvaine, Ce qu'il faut pour vivre), courts métrages (Dessine-moi une chanson), documentaires (Les Enfants du Refus Global, Roger Toupin, épicier variété), séries télé (Belphégor, Urgences), publicités et autres. Robert Marcel Lepage continue de participer à de nombreuses activités de créations musicales actuelles (Journée mondiale de la clarinette 2003 et 2004).
Il est également l’auteur d’un livre d’illustrations humoristiques (Le Robert illustré de la clarinette) et d’une bande dessinée (Le Piano de neige).

## Discographie
Sous l’étiquette Ambiances Magnétiques :
- 1984 : Chants et danses du monde inanimé (avec René Lussier)
- 1987 : La Traversée de la mémoire morte
- 1992 : Adieu Leonardo !
- 1992 : Les Métamorphoses clandestines
- 1995 : Les Choses dernières
- 1997 : Callas : La diva et le vinyle (avec Martin Tétreault)
- 1997 : La Plante humaine
- 1998 : Les clarinettes ont-elles un escalier de secours ?
- 2000 : Full Blast (musique originale du film de Rodrigue Jean)
- 2000 : Joue Free (avec Bernard Falaise et Normand Guilbeault)
- 2000 : Tout autour du front (musique originale du film de Chantal duPont)
- 2003 : 20h17 rue Darling (musique originale du film de Bernard Émond)
- 2003 : La Machine à explorer le tempo
- 2005 : Pee Wee et Moi

## Filmographie

### Musique de longs métrages
- 1990 : Hotel Chronicles de Léa Pool
- 1992 : Tirelire, combines et cie de Jean Beaudry
- 1993 : Tous pour un, un pour tous de Diane Létourneau-Tremblay
- 1994 : Si belles de Jean-Pierre Gariépy
- 1994 : Soho de Jean-Philippe Duval
- 1996 : La Plante humaine de Pierre Hébert
- 1996 : Le Cri de la nuit de Jean Beaudry
- 1997 : Nos amours de Diane Beaudry
- 1999 : Autour de la maison rose de Joana Hadjithomas et Khalil Joreige
- 1999 : Full Blast de Rodrigue Jean
- 1999 : Les Casablancais d'Abdelkader Lagtaa
- 2001 : Au hasard l'amour de Stéphane Gehami
- 2001 : Mariages de Catherine Martin
- 2002 : Yellowknife de Rodrigue Jean
- 2002 : Océan de Catherine Martin
- 2003 : 20h17 rue Darling de Bernard Émond
- 2004 : A Silent Love de Federico Hidalgo
- 2005 : La Neuvaine de Bernard Émond
- 2006 : Dans les villes de Catherine Martin
- 2006 : Imitation de Federico Hidalgo
- 2007 : Contre toute espérance de Bernard Émond
- 2007 : Citizen Lambert: Joan of Architecture de Teri Wehn-Damisch
- 2007 : Great War Experience de Robin McKenna
- 2008 : Ce qu'il faut pour vivre de Benoît Pilon
- 2008 : Le Magicien de Kaboul de Philipe Baylaucq
- 2009 : La Donation de Bernard Émond
- 2009 : L'Homme qui dort d'Inès Sedan
- 2009 : Looking for Anne de Takako Miyahira
- 2012 : Tout ce que tu possèdes de Bernard Émond
- 2013 : Arwad de Dominique Chila et Samer Najari
- 2013 : Une jeune fille de Catherine Martin
- 2015 : Fatima de Philippe Faucon (César du meilleur film 2016)
- 2016 : Iqaluit de Benoît Pilon
- 2017 : Le Grand Méchant Renard et autres contes... (César du meilleur film d’animation 2018)
- 2023 : Une femme respectable de Bernard Émond

### Musique de courts métrages
- 1984 : Étienne et Sara, court-métrage d’animation de Pierre Hébert
- 1984 : Songs and Dances of the Inanimate World: The Subway, court-métrage d’animation de Pierre Hébert
- 1987 : Adieu bipède, court-métrage d’animation de Pierre Hébert
- 1988 : The Persistent Peddler, court métrage d’animation de Claude Cloutier
- 1989 : La Lettre d'amour, court-métrage d’animation de Pierre Hébert
- 1991 : Dessine-moi une chanson, court-métrage d’animation de Francine Desbiens
- 1992 : To See the World, court-métrage d’animation de Francine Desbiens
- 1993 : Dans ton pays..., court-métrage de Marquise Lepage et Dagmar Teufel
- 1995 : Between Red and Blue, court-métrage d’animation de Suzie Synnott
- 1995 : The Tournament, court-métrage d’animation de Francine Desbiens
- 1996 : La Caresse d'une ride, court-métrage de Diane Létourneau-Tremblay
- 1998 : Mon enfant, ma terre, court-métrage d’animation de Francine Desbiens
- 1998 : Rupture, court-métrage d’animation de Stéphane Aubier et Vincent Patar
- 2003 : Bleu comme un coup de feu, court-métrage d’animation de Masoud Raouf
- 2004 : Le Théâtre de Marianne, court-métrage d’animation de Co Hoedeman
- 2004 : Leo, court-métrage de Nicolas Roy
- 2005 : Ruzz et Ben, court-métrage d’animation de Philippe Jullien
- 2007 : Code 13, court-métrage de Mathieu L. Denis

### Musique de documentaires
- 1988 : Alias Will James, documentaire de Jacques Godbout
- 1988 : Comme deux gouttes d'eau, documentaire de Diane Létourneau-Tremblay
- 1988 : Un soleil entre deux nuages, documentaire de Marquise Lepage
- 1989 : Ferron, Marcelle, documentaire de Monique Crouillère
- 1989 : Jack Kerouac's Road: A Franco-American Odyssey, documentaire de Herménégilde Chiasson
- 1990 : Pour l'amour du stress, documentaire de Jacques Godbout
- 1990 : Québec et Associées, documentaire de Raymonde Létourneau
- 1994 : End of a Millennium, documentaire de Hélène Bourgault
- 1994 : L'Arche de verre, documentaire de Bernard Gosselin
- 1994 : L'art n'est point sans Soucy, documentaire de Bruno Carrière
- 1995 : Le Jardin oublié : La Vie et l'Œuvre d'Alice Guy-Blaché, documentaire de Marquise Lepage
- 1997 : Chile, la memoria obstinada, documentaire de Patricio Guzmán
- 1998 : Les Enfants de Refus global documentaire de Manon Barbeau
- 1998 : L'Invention du stress, documentaire de Jacques Godbout
- 1998 : My Heart Is My Witness, documentaire de Louise Carré
- 2000 : Give Me Your Soul..., documentaire de Paul Cowan
- 2000 : In the Shadow of Hollywood, documentaire de Sylvie Groulx
- 2002 : Juchitán de las locas, documentaire de Patricio Henríquez
- 2003 : Il était une fois... le Québec rouge, documentaire de Marcel Simard
- 2003 : Roger Toupin, épicier variété, documentaire de Benoît Pilon
- 2003 : Roussil, ou le Curieux Destin d'un anarchiste impénitent, documentaire de Werner Volkmer
- 2005 : Desobediencia, documentaire de Patricio Henríquez
- 2005 : Moshe Safdie: The Power of Architecture, documentaire de Donald Winkler
- 2006 : L'Esprit des lieux, documentaire de Catherine Martin
- 2006 : Nestor et les Oubliés, documentaire de Benoît Pilon
- 2006 : Quand le cadre ne cadre plus, documentaire de Martine Forand
- 2007 : Des nouvelles du Nord, documentaire de Benoît Pilon
- 2014 : Capitalisme - Adam Smith à l'origine du libre marché, documentaire d'Ilan Ziv et Bruno Nahon

### Musique pour la télévision
- 1993 : Clip-Art, mini-série documentaire de Carlos Ferrand, Jean-Pierre Gariépy et Diane Poitras
- 1995 : L'Aventure Biodôme, émission de télévision, ou The Biodome Adventure (titre anglais)
- 1996 : Urgence, série télé de François Bouvier et Michel Poulette, Alain Chartrand pour la deuxième saison
- 1997 : L'Enfant des Appalaches, fiction télé de Jean-Philippe Duval
- 2001 : Touch: The Forgotten Sense, documentaire télé de Kun Chang
- 2003 : René Lévesque, héros malgré lui, documentaire télé de Marc Renaud
- 2004 : De mémoire de chats - Les ruelles, documentaire télé de Manon Barbeau
- 2004 : Le Grand Dérangement de Saint-Paulin Dalibaire, documentaire télé de Jean-Claude Labrecque
- 2004 : Sex, Truth and Videotape, documentaire télé de Francine Pelletier
- 2004 : Zero Hour, dramatisations historiques, série télé
- 2005 : Jacques Parizeau : L'Homme derrière le complet trois-pièces, documentaire télé de Marquise Lepage
- 2005 : Océanautes, documentaire télé de Jérôme Scemla
- 2007 : Green: The New Red, White and Blue, émission scientifique de David Hickman
- 2007 : Missing in MiG Alley, documentaire télé d'Emily Roe, dans Nova, série documentaire télé écrit par Mark Davis et Mark Hobson
- 2009 : The Nature of Things (1 episode), série télé
- 2000 : Belphégor, série télévisée d'animation par Gérald Dupeyrot et Jean-Christophe Roger, d’après le roman d’Arthur Bernède

## Publications
- 1999 : Le Robert illustré de la clarinette (dessins humoristiques) - Musique tacite
- 2007 : Le Piano de neige (bande dessinée) - Mécanique générale
- 2016 : Le nerf initiatique (bande dessinée) - La mauvaise tête
- 2018 : Je est un hôte (bande dessinée) - La mauvaise tête

## Autres[Quoi ?]
- 1987 : Charade chinoise', de Jacques Leduc
- 1989 : Qui va chercher Giselle à 3 h 45 ?
- 1990 : Toivo: Child of Hope
- 1991 : Grandir - Une introduction à la sexualité
- 1991 : Pas d'amitié à moitié de Diane Létourneau-Tremblay
- 1991 : Portrait d'un studio d'animation
- 1991 : Un léger vertige, de Diane Poitras
- 1993 : Mon Amérique à moi
- 1995 : Armand Frappier
- 1996 : La Conquête du grand écran
- 1996 : Le Grand Tumulte
- 1997 : Victorin, le naturaliste
- 1998 : La Passion de Victorin
- 1998 : Turbulences
- 2000 : Anne Hébert, de Jacques Godbout
- 2000 : Barbeau, libre comme l'art, de Manon Barbeau